# Јаков Костурски
Јаков Костурски је православни светитељ из 16. века.
Рођен је у епархији Костурској, селу Горенца од родитеља Мартина и Параскеве. Радећи с овцама, Јаков се обогатио, и тиме изазвао завист свога брата, који га је оклеветао код Турака да је нашао неко благо у земљи. Због тога је побегао у Цариград, где се тргујући поново обогатио. Након исповести код патријарха Нифонта, раздао је све своје богатство сиромасима и повукао се у Свету Гору, где се замонашио у манастиру Ивирон. Као монах боравио је неко време у скиту „Свети Јован Претеча“.
После неког времена напустио је манастир и почео да проповеда у Костурском. После клевете епископа Акакија да може изазвати побуну, Јаков је, заједно са двојицом својих ученика – јерођаконом Јаковом и монахом Дионисијем, ухапшен од османских власти и послат у Једрене. Тамо су били тешко мучени и осуђени на смрт вешањем.
Јаков је умро у затвору у Једрену. Његово тело су власти обесиле 1. новембра 1519. године.
Његове мошти су купили хришћани и сахранили у манастиру Свете Анастасије Узорешителница у Галачисту близу Солуна.